# Wyróżnienia i kary stosowane w Wojsku Polskim
Wyróżnienia i kary stosowane w Wojsku Polskim – sposób sprawowania władzy dyscyplinarnej w Wojsku Polskim.

## W ludowym Wojsku Polskim

### Wyróżnienia stosowane w ludowym Wojsku Polskim

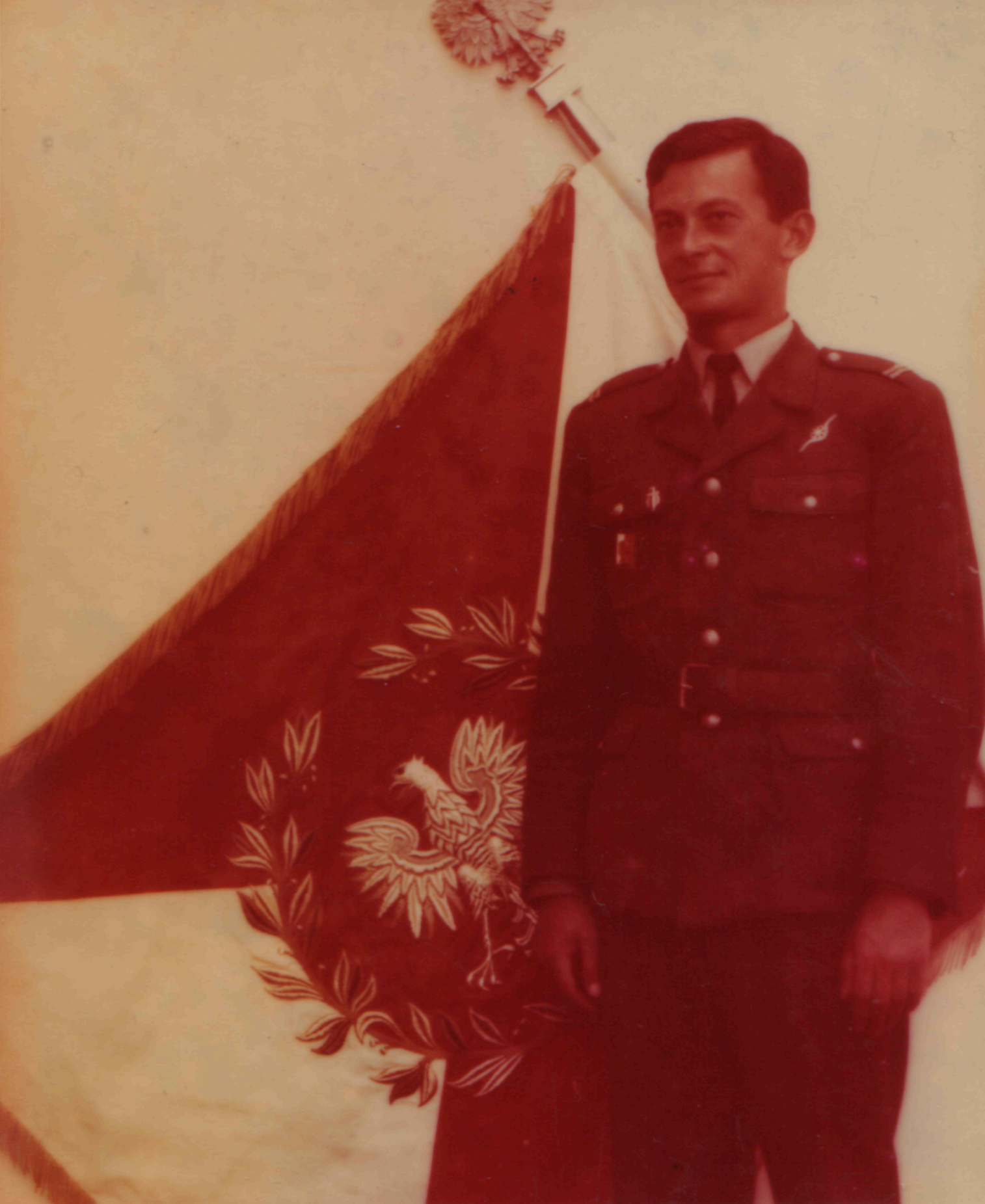
Żołnierz wyróżniony zdjęciem wykonanym na tle rozwiniętego sztandaru

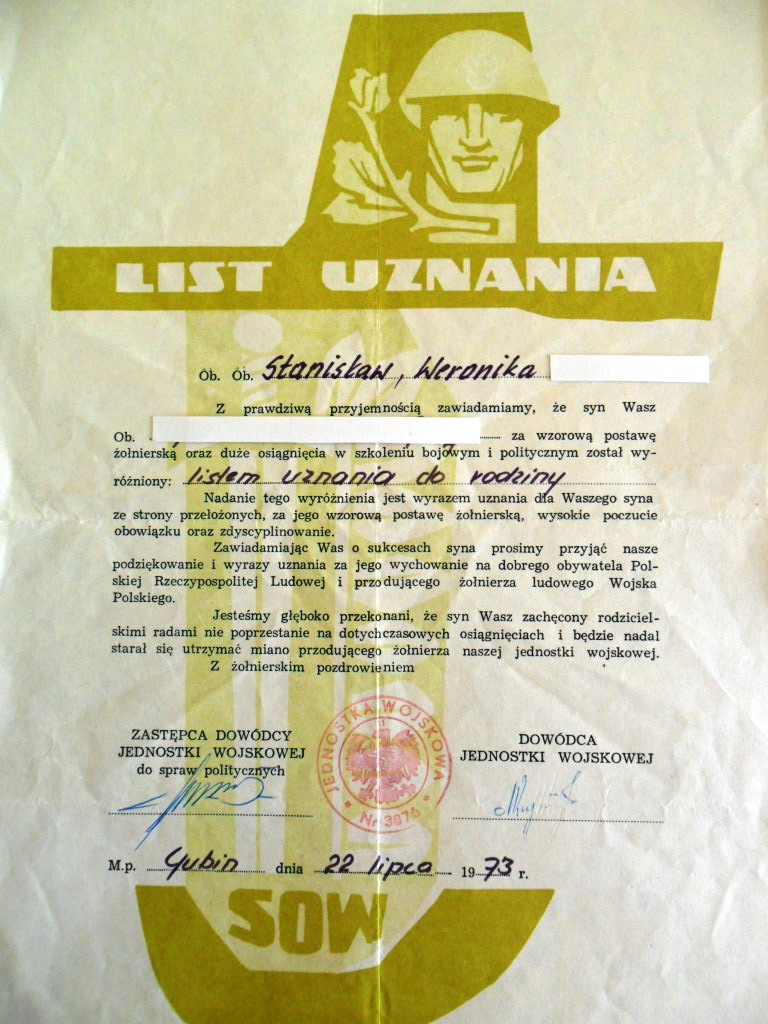
List uznania do rodziny

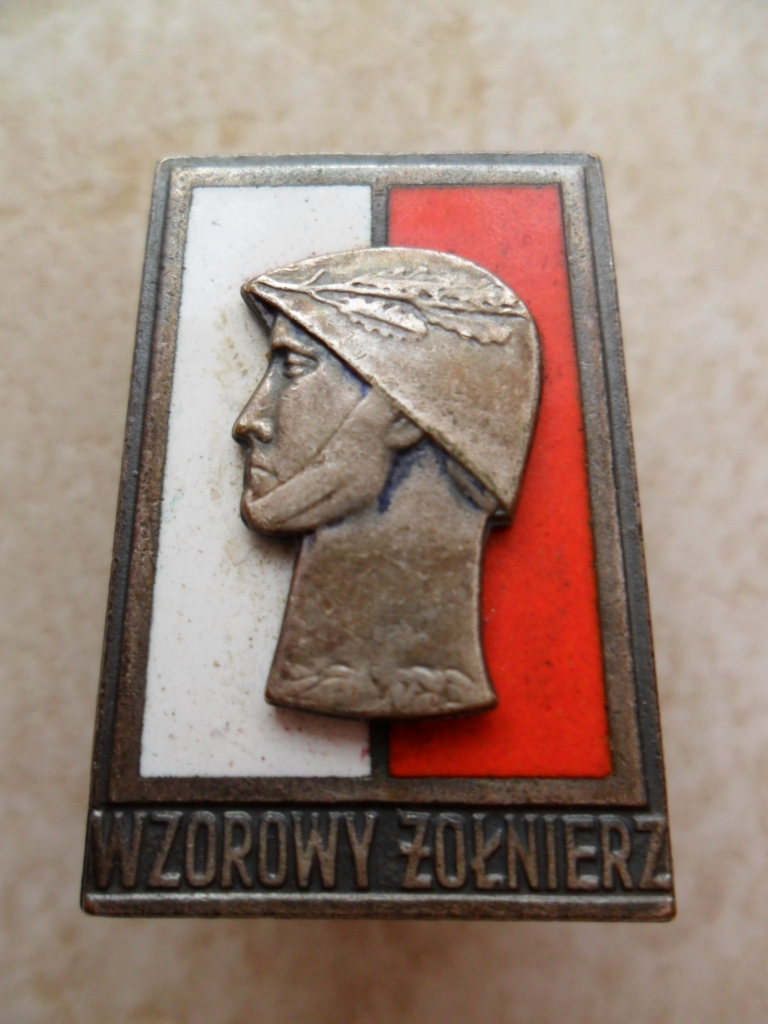
Srebrna odznaka „Wzorowy Żołnierz” (I stopnia)

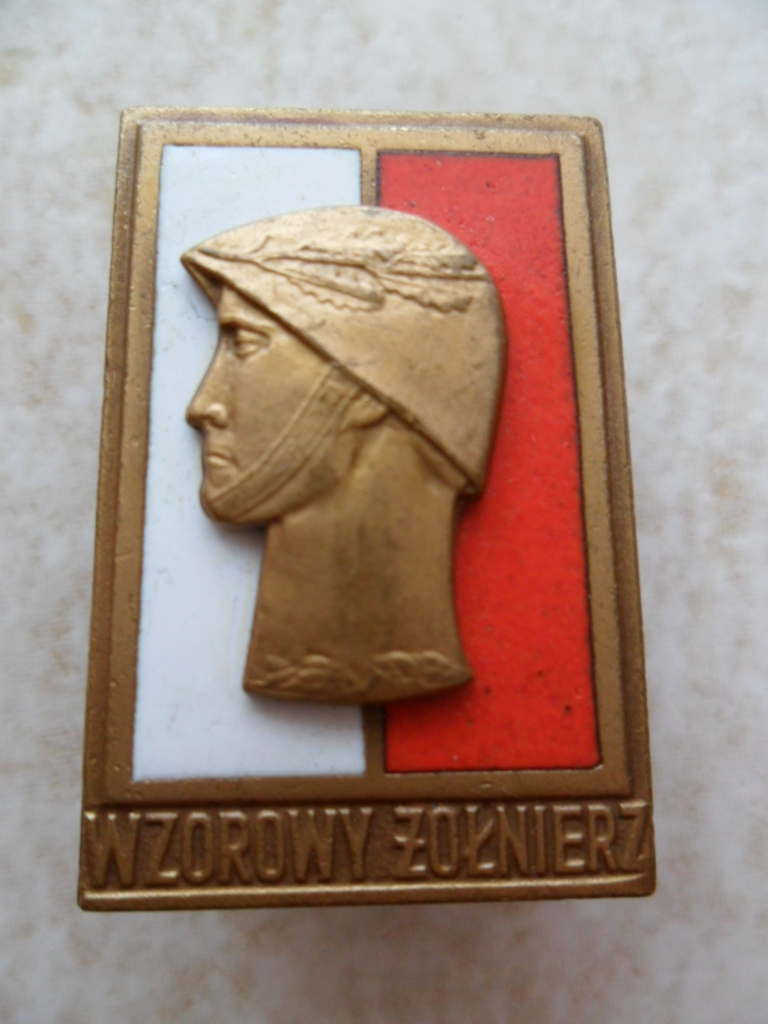
Złota odznaka „Wzorowy Żołnierz” (II stopnia)

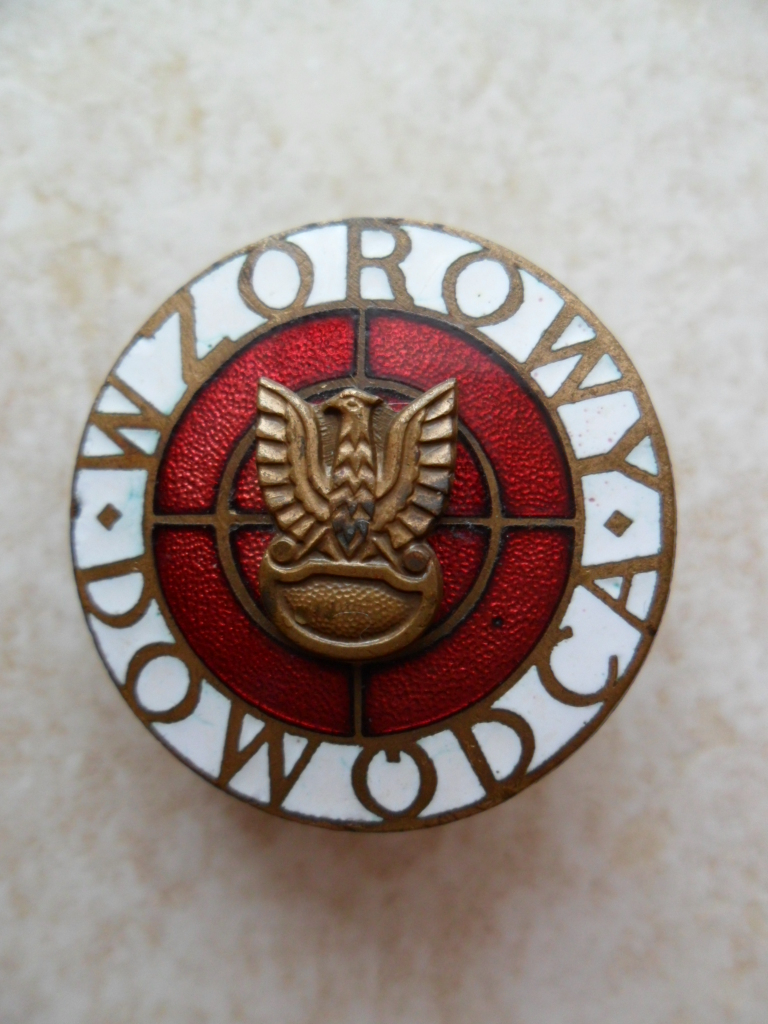
Odznaka „Wzorowy Dowódca”

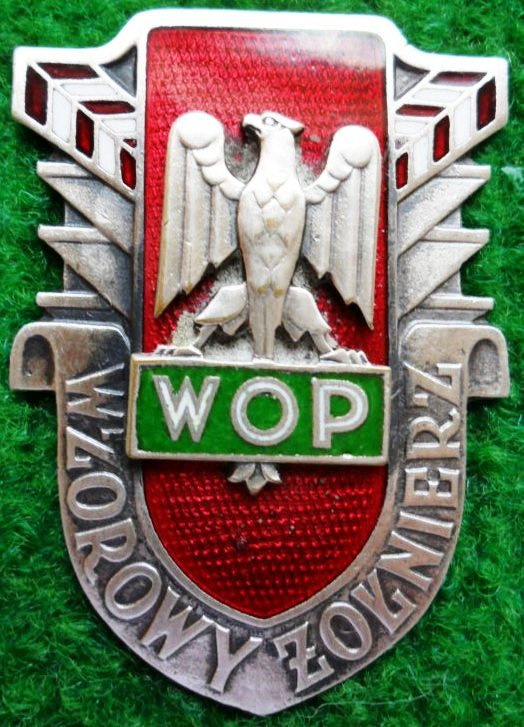
Odznaka „Wzorowy Żołnierz WOP”

Dekret z 1945 roku "Wojskowe przepisy dyscyplinarne" przewidywał dla żołnierzy następujące wyróżnienia:
- pochwała ustna
- pochwała przed frontem oddziału lub na zbiórce podoficerów lub oficerów oddziału
- pochwała z ogłoszeniem w rozkazie
- udzielenie urlopu poza kolejnością lub dodatkowego
- darowanie kary dyscyplinarnej
- obdarowanie upominkiem lub nagroda pieniężną
- odznaczenie
- awans o jeden stopień

Regulamin dyscyplinarny z roku 1970 przewidywał dla żołnierzy następujące wyróżnienia:
- pochwała
- pochwała przed frontem pododdziału (oddziału) lub na zbiórce podoficerów, chorążych, oficerów
- pochwała w rozkazie
- jednorazowa przepustka
- zawiadomienie rodziny o wzorowym wykonywaniu obowiązku żołnierskiego
- zawiadomienie zakładu pracy, organizacji politycznej lub społecznej albo prezydium gromadzkiej (miejskiej, dzielnicowej) rady narodowej lub rady narodowej osiedla o wzorowym wykonywaniu obowiązku żołnierskiego
- krótkoterminowy urlop[a]
- wręczenie pisma pochwalnego
- nagroda pieniężna lub rzeczowa;
- nadanie odznaki: "Wzorowy Żołnierz", "Wzorowy Marynarz", "Wzorowy Kierowca" lub "Wzorowy Żołnierz WOP"
- wręczenie żołnierzowi jego zdjęcia, wykonanego na tle rozwiniętego sztandaru jednostki
- wpisanie nazwiska i zasług żołnierza do kroniki jednostki
- nagrodzenie białą bronią
- wyznaczenie na wyższe stanowisko służbowe
- nadanie medalu przez ministra obrony narodowej
- mianowanie na kolejny wyższy stopień wojskowy w drodze wyróżnienia

Wyróżnieniem było również skreślenie z ewidencji poprzednio wymierzonej kary dyscyplinarnej.

### Kary stosowane w ludowym Wojsku Polskim
Dekret z 1945 roku "Wojskowe przepisy dyscyplinarne" przewidywał dla żołnierzy następujące kary:
- upomnienie
- nagana ustna
- nagana ustna przed frontem oddziału, na zbiórce podoficerów, względnie oficerów
- nagana z ogłoszeniem w rozkazie
- zakaz oddalania się z miejsca zakwaterowania oddziału lub z okrętu
- roboty i prace poza kolejnością
- pominięcie w przedstawieniu do jednego kolejnego awansu
- areszt domowy
- areszt zwykły
- areszt ścisły
- obniżenie o jeden stopnia wojskowego
- przeniesienie na niższe stanowisko
- skierowanie do oddziału karnego
- degradacja

Regulamin dyscyplinarny z roku 1970 przewidywał dla żołnierzy następujące kary:
- upomnienie
- nagana
- nagana przed frontem pododdziału lub oddziału, na zbiórce podoficerów, chorążych lub oficerów
- nagana w rozkazie
- praca porządkowa poza kolejnością - do 7 razy
- zakaz opuszczania koszar (okrętu) lub innego miejsca zakwaterowania - na okres do 21 dni
- areszt zwykły - do 21 dni[b]
- areszt ścisły - do 14 dni[c]
- zmniejszenie lub pozbawienie urlopu okresowego, przysługującego żołnierzowi zasadniczej służby wojskowej
- służba w oddziale dyscyplinarnym - przez czas od 1 do 3 miesięcy
- ostrzeżenie o niepełnej przydatności na zajmowanym stanowisku służbowym
- wyznaczenie na niższe stanowisko służbowe
- ostrzeżenie o niepełnej przydatności da wojskowej służby zawodowej[d]
- obniżenie stopnia wojskowego[e]
- usunięcie z wojskowej służby zawodowej[f]

### Uprawnienia przełożonych do wymierzania kar dyscyplinarnych
Na podstawie Regulaminu dyscyplinarnego Sił Zbrojnych PRL Szt. Gen. 501/70 s. 41-49
Dowódca drużyny:
- szeregowym:

upomnienie
nagana
nagana przed frontem drużyny
praca porządkowa poza kolejnością - do 3 razy
zakaz opuszczania koszar - do 3 dni
- podoficerom:

upomnienie
nagana.
Pomocnik dowódcy plutonu:
- szeregowym:

upomnienie
nagana
nagana przed frontem plutonu
praca porządkowa poza kolejnością - do 4 razy
zakaz opuszczania koszar - do 6 dni
- podoficerom:

upomnienie
nagana
Szef kompanii:
- szeregowym:

upomnienie
nagana
nagana przed frontem kompanii
praca porządkowa poza kolejnością - do 5 razy
zakaz opuszczania koszar - do 9 dni
areszt zwykły - do 3 dni
- podoficerom:

upomnienie
nagana
nagana na zbiórce podoficerów
- zakaz opuszczania koszar - do 3 dni[g]

Dowódca plutonu:
- szeregowym:

upomnienie
nagana
nagana przed frontem plutonu
praca porządkowa poza kolejnością - do 6 razy
zakaz opuszczania koszar - do 12 dni
areszt zwykły - do 5 dni
- podoficerom ZSW

upomnienie
nagana
nagana przed frontem podoficerów
zakaz opuszczania koszar - do 6 dni
- podoficerom zawodowym:

upomnienie
nagana
nagana na zbiórce podoficerów zawodowych
dowódca kompanii
- szeregowym:

upomnienie
nagana
nagana przed frontem kompanii
nagana w rozkazie
praca porządkowa poza kolejnością - do 7 razy
zakaz opuszczania koszar - do 15 dni
areszt zwykły - do 7 dni
areszt ścisły - do 5 dni
- podoficerom ZSW

upomnienie
nagana
nagana na zbiórce podoficerów
nagana w rozkazie
zakaz opuszczania koszar - do 9 dni
areszt zwykły - do 5 dni
areszt ścisły - do 3 dni
- podoficerom zawodowym:

upomnienie
nagana
nagana na zbiórce podoficerów
nagana w rozkazie
zakaz opuszczania miejsca zakwaterowania - do 5 dni
- chorążym i oficerom młodszym:

upomnienie
nagana
nagana na zbiórce chorążych (oficerów)
nagana w rozkazie
zakaz opuszczania miejsca zakwaterowania - do 3 dni
dowódca batalionu:
- szeregowym:

upomnienie
nagana
nagana przed frontem batalionu
nagana w rozkazie
zakaz opuszczania koszar - do 18 dni
areszt zwykły - do 14 dni
areszt ścisły - do 7 dni
- podoficerom ZSW

upomnienie
nagana
nagana na zbiórce podoficerów
nagana w rozkazie
zakaz opuszczania koszar - do 12 dni
areszt zwykły - do 10 dni
areszt ścisły - do 5 dni
- podoficerom zawodowym:

upomnienie
nagana
nagana na zbiórce podoficerów zawodowych
nagana w rozkazie
zakaz opuszczania miejsca zakwaterowania - do 10 dni
- chorążym i oficerom młodszym:

upomnienie
nagana
nagana na zbiórce chorążych (oficerów)
nagana w rozkazie
zakaz opuszczania miejsca zakwaterowania - do 5 dni
- oficerom starszym:

upomnienie
nagana
nagana na zbiórce oficerów
nagana w rozkazie
dowódca pułku:
- szeregowym:

upomnienie
nagana
nagana przed frontem pułku
nagana w rozkazie
zakaz opuszczania koszar - do 21 dni
areszt zwykły - do 21 dni
areszt ścisły - do 14 dni
zmniejszenie lub pozbawienie urlopu okresowego,
służba w oddziale dyscyplinarnym - 1 miesiąc
obniżenie stopnia wojskowego
- podoficerom ZSW

upomnienie
nagana
nagana na zbiórce podoficerów
nagana w rozkazie
zakaz opuszczania koszar - do 15 dni
areszt zwykły - do 15 dni
areszt ścisły - do 10 dni
zmniejszenie lub pozbawienie urlopu okresowego
służba w oddziale dyscyplinarnym - 1 miesiąc
obniżenie stopnia wojskowego
- podoficerom zawodowym:

upomnienie
nagana
nagana na zbiórce podoficerów zawodowych
nagana w rozkazie
zakaz opuszczania miejsca zakwaterowania - do 15 dni
ostrzeżenie o niepełnej przydatności na zajmowanym stanowisku służbowym
wyznaczenie na niższe stanowisko służbowe
- chorążym i oficerom młodszym:

upomnienie
nagana
nagana na zbiórce chorążych (oficerów),
nagana w rozkazie
zakaz opuszczania miejsca zakwaterowania - do 10 dni
- oficerom starszym:

upomnienie
nagana
nagana na zbiórce oficerów
nagana w rozkazie
zakaz opuszczania miejsca zakwaterowania - do 5 dni

## W Siłach Zbrojnych Rzeczypospolitej Polskiej

### Wyróżnienia stosowane w Siłach Zbrojnych Rzeczypospolitej Polskiej
Art. 11 ust. 1 ustawy o dyscyplinie wojskowej z dnia 9 października 2009 roku wymieniał następujące wyróżnienia:
- zatarcie ukarania przed upływem terminu określonego w ustawie
- pochwała
- list gratulacyjny
- pismo pochwalne ze zdjęciem wyróżnionego żołnierza na tle: flagi państwowej Rzeczypospolitej Polskiej lub  wojskowej, sztandaru jednostki wojskowej lub bandery wojennej
- urlop nagrodowy
- nagroda rzeczowa
- nagroda pieniężna
- wpisanie zasług żołnierza do kroniki jednostki wojskowej
- odznaka honorowa
- tytuł honorowy
- honorowa broń  biała
- wpisanie zasług żołnierza do Księgi Honorowej Wojska Polskiego.

Art. 424 ust. 1 ustawy o obronie Ojczyzny z dnia 11 marca 2022 roku przewiduje identyczne wyróżnienia.

#### Wzory odznak tytułów honorowych (2002)

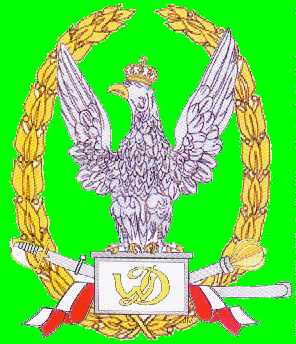
Wzorowy Dowódca
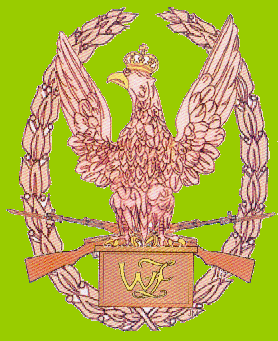
Wzorowy Żołnierz
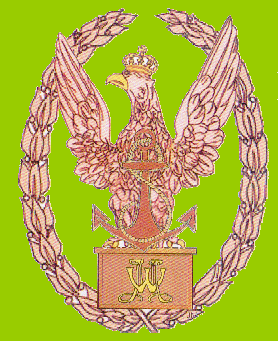
Wzorowy Marynarz
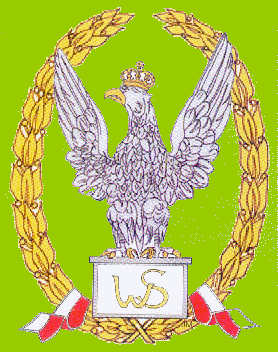
Wzorowy Szef Pododdziału
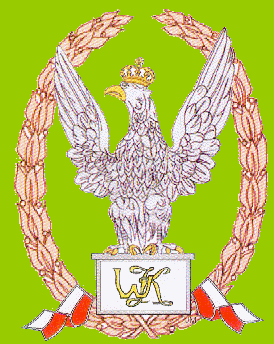
Wzorowy Kadet
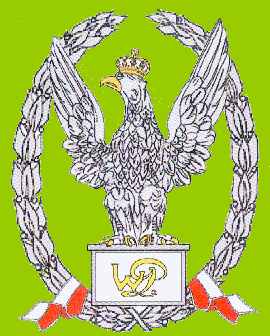
Wzorowy Podchorąży
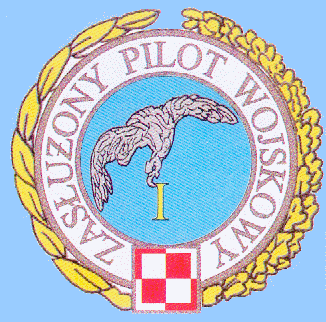
Zasłużony Pilot Wojskowy

#### Wzory odznak honorowych i odznak tytułów honorowych (2010)

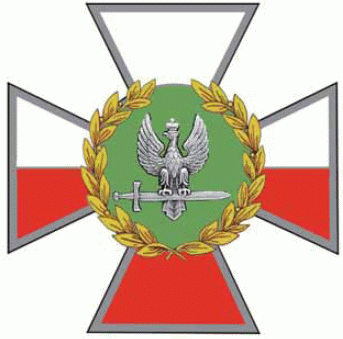
Odznaka Honorowa Wojsk Lądowych
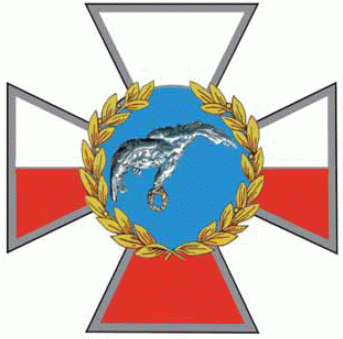
Odznaka Honorowa Sił Powietrznych
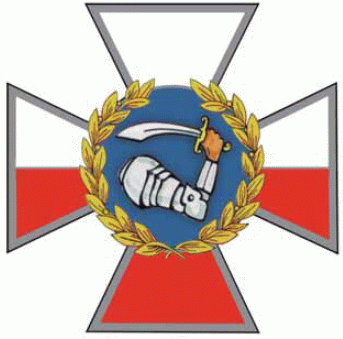
Odznaka Honorowa Marynarki Wojennej
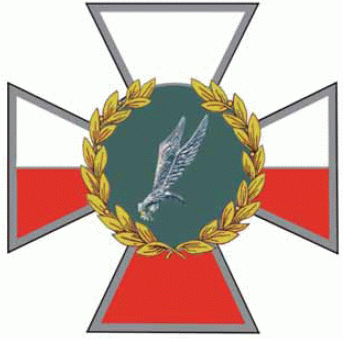
Odznaka Honorowa Wojsk Specjalnych
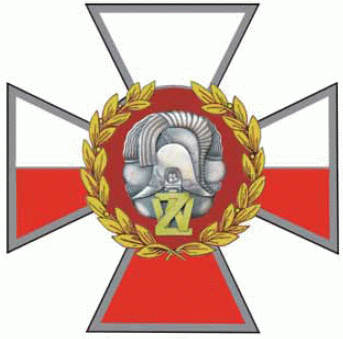
Odznaka Honorowa Żandarmerii Wojskowej
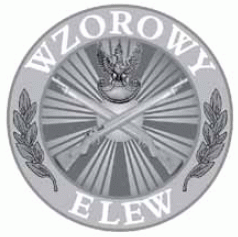
Wzorowy Elew
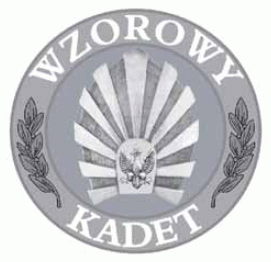
Wzorowy Kadet
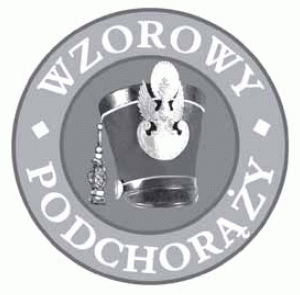
Wzorowy Podchorąży
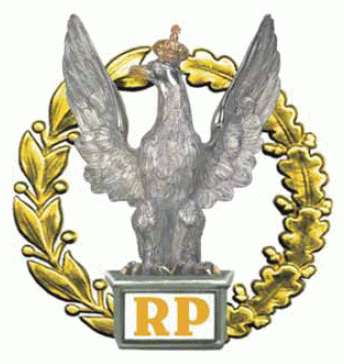
Zasłużony Żołnierz RP I Stopnia
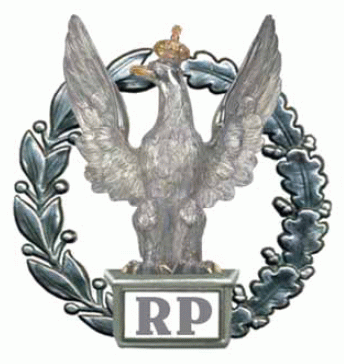
Zasłużony Żołnierz RP II Stopnia
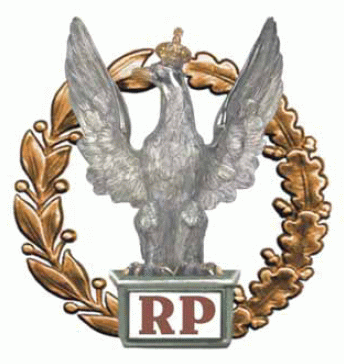
Zasłużony Żołnierz RP III Stopnia
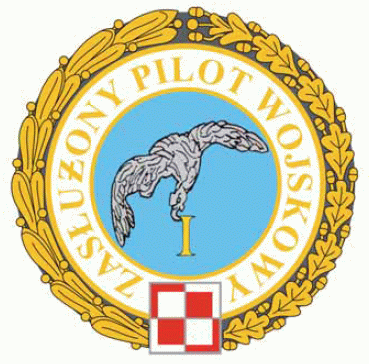
Zasłużony Pilot Wojskowy nadany po raz pierwszy
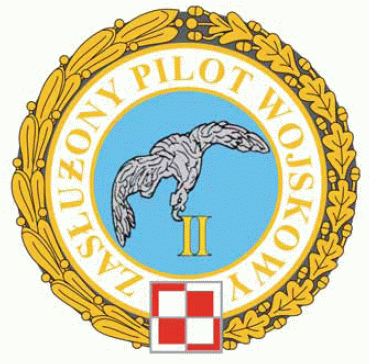
Zasłużony Pilot Wojskowy nadany po raz drugi
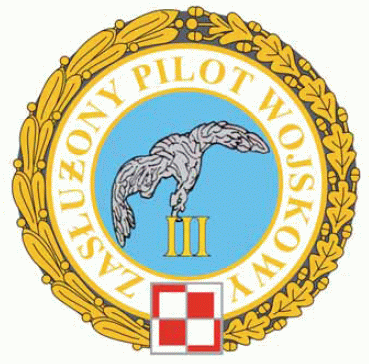
Zasłużony Pilot Wojskowy nadany po raz trzeci

#### Wzory odznak honorowych i odznak tytułów honorowych (2022)

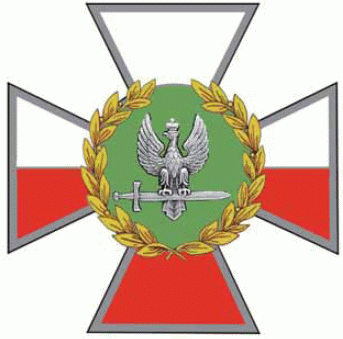
Odznaka Honorowa Wojsk Lądowych
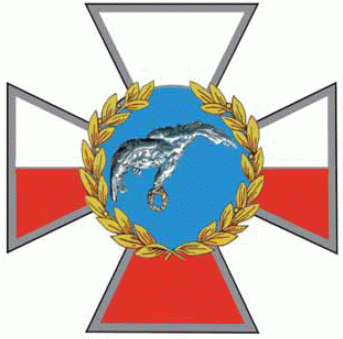
Odznaka Honorowa Sił Powietrznych
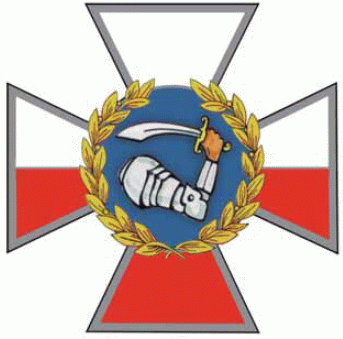
Odznaka Honorowa Marynarki Wojennej
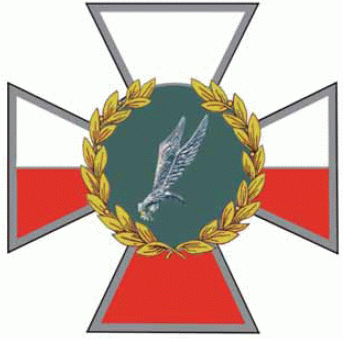
Odznaka Honorowa Wojsk Specjalnych
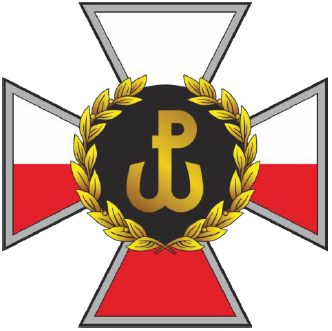
Odznaka Honorowa Wojsk Obrony Terytorialnej
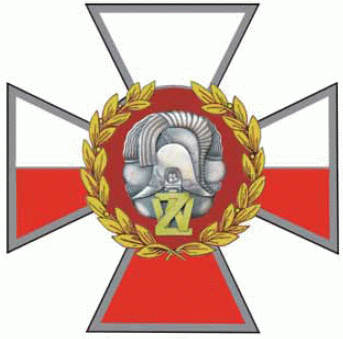
Odznaka Honorowa Żandarmerii Wojskowej
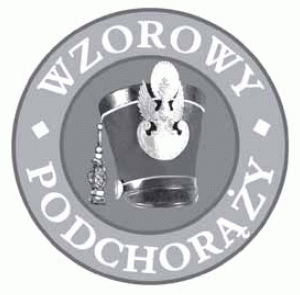
Wzorowy Podchorąży
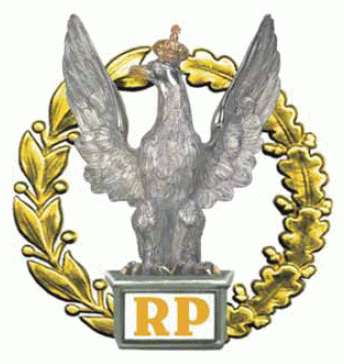
Zasłużony Żołnierz RP I Stopnia
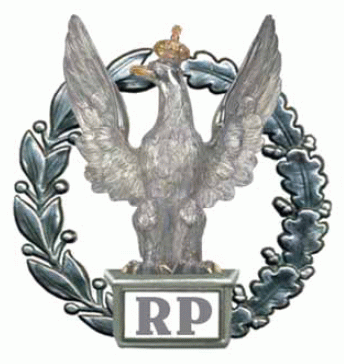
Zasłużony Żołnierz RP II Stopnia
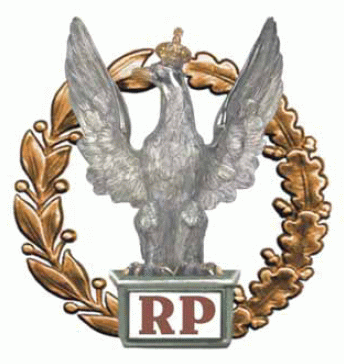
Zasłużony Żołnierz RP III Stopnia
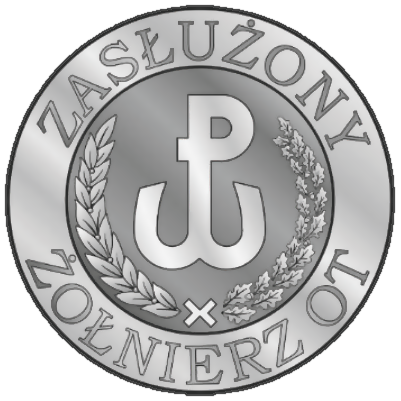
Zasłużony Żołnierz Obrony Terytorialnej
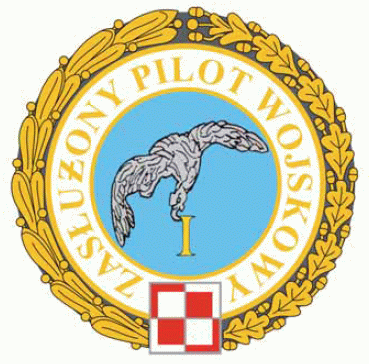
Zasłużony Pilot Wojskowy nadany po raz pierwszy
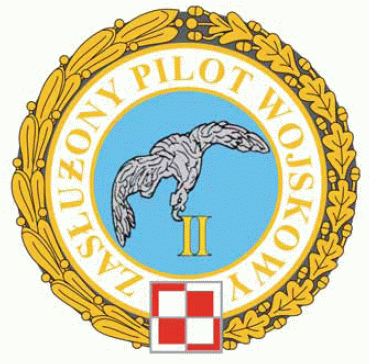
Zasłużony Pilot Wojskowy nadany po raz drugi
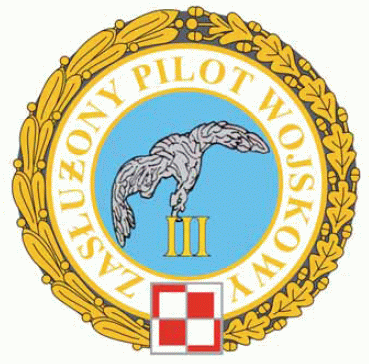
Zasłużony Pilot Wojskowy nadany po raz trzeci

### Kary dyscyplinarne stosowane w Siłach Zbrojnych Rzeczypospolitej Polskiej
Art. 22 ustawy z dnia 4 września 1997 r. o dyscyplinie wojskowej przewidywał następujące kary:
- upomnienie
- nagana
- kara pieniężna
- zakaz opuszczania wyznaczonego miejsca przebywania[k]
- areszt koszarowy[k]
- areszt izolacyjny[k]
- ostrzeżenie o niepełnej przydatności na zajmowanym stanowisku służbowym
- wyznaczenie na niższe stanowisko służbowe
- ostrzeżenie o niepełnej przydatności do nadterminowej zasadniczej służby wojskowej lub do czynnej służby wojskowej pełnionej w charakterze kandydata na żołnierza zawodowego albo do zawodowej służby wojskowej
- usunięcie z nadterminowej zasadniczej służby wojskowej lub z czynnej służby wojskowej pełnionej w charakterze kandydata na żołnierza zawodowego albo z zawodowej służby wojskowej.

Art. 24 ustawy o dyscyplinie wojskowej z dnia 9 października 2009 roku wymieniał następujące kary dyscyplinarne:
- upomnienie
- nagana
- kara pieniężna
- ostrzeżenie o niepełnej przydatności na zajmowanym stanowisku służbowym
- odwołanie z zajmowanego stanowiska służbowego
- ostrzeżenie o niepełnej przydatności do służby kandydackiej, służby przygotowawczej, okresowej służby wojskowej albo do zawodowej służby wojskowej
- usunięcie ze służby kandydackiej, służby przygotowawczej, z okresowej służby wojskowej albo zawodowej służby wojskowej.

Art. 33 ust. 1 ustawy określał, że środkami dyscyplinarnymi są:
- zobowiązanie do przeproszenia pokrzywdzonego;
- zobowiązanie do wykonania dodatkowych zadań służbowych
- zobowiązanie do naprawienia wyrządzonej szkody
- pozbawienie prawa do noszenia odznaki honorowej lub odznaki tytułu honorowego oraz udziału w  uroczystościach wojskowych i państwowych z udziałem wojska
- podanie informacji o ukaraniu do wiadomości innych osób.

Art. 362 ust. 1 ustawy o obronie Ojczyzny z dnia 11 marca 2022 roku jako kary dyscyplinarne przewiduje:
- upomnienie
- naganę
- karę pieniężną
- ostrzeżenie o niepełnej przydatności na zajmowanym stanowisku służbowym
- zwolnienie z zajmowanego stanowiska służbowego i wyznaczenie na inne stanowisko służbowe
- ostrzeżenie o niepełnej przydatności do dobrowolnych form służby wojskowej
- zwolnienie z dobrowolnych form służby wojskowej.

Środki dyscyplinarne są w myśl art. 373 ust. 1 identyczne ze środkami dyscyplinarnymi przewidzianymi w poprzednio obowiązującej ustawie.